# Hồ sơ Pandora
Hồ sơ Pandora hay tài liệu Pandora (tiếng Anh: Pandora Papers) là vụ việc 11,9 triệu tài liệu bị rò rỉ (bao gồm 2,9 terabyte dữ liệu) do Liên đoàn nhà báo điều tra quốc tế (ICIJ) công bố kể từ ngày 3 tháng 10 năm 2021. Theo các cơ quan báo chí của ICIJ, đây là vụ rò rỉ bí mật tài chính lớn nhất của họ. Các tài liệu bị rò rỉ bao gồm hồ sơ, hình ảnh, thư điện tử và các bảng tính đến từ 14 công ty dịch vụ tài chính khác nhau thuộc Panama, Thụy Sĩ và UAE. Với 11,9 triệu tài liệu được công bố, mức độ nghiêm trọng của vụ việc này đã vượt qua vụ rò rỉ hồ sơ Panama xảy ra vào năm 2016 (vốn chỉ có 11,5 triệu tài liệu mật bị tiết lộ). Vào thời điểm ICIJ công bố hồ sơ Pandora, cơ quan này cho biết họ không tiết lộ ai là người đã cung cấp những tài liệu này cho họ.
Theo các cơ quan báo chí, ước tính có khoảng 32 nghìn tỷ đô la Mỹ (không bao gồm các loại tài sản có giá trị phi tiền tệ như bất động sản, đồ mỹ nghệ và đồ trang sức) có thể được che giấu nhằm tránh bị đánh thuế.

## Vụ rò rỉ
Tổng cộng, có 35 người, bao gồm các nhà lãnh đạo quốc gia đang tại vị và cựu lãnh đạo quốc gia có tên trong vụ rò rỉ Pandora, cùng với 400 quan chức đến từ gần 100 quốc gia. Trong số những cái tên này, có cựu Thủ tướng Anh Tony Blair, Tổng thống Chile Sebastián Piñera, Tổng thống Kenya Uhuru Kenyatta, Tổng thống Montenegro Milo Đukanović, Tổng thống Ukraina Volodymyr Zelensky, Vua Tamim bin Hamad Al Thani của Qatar, Tổng thống Gabon Ali Bongo Ondimba và Tổng thống Ecuador Guillermo Lasso. Ngoài ra có hơn 100 tỷ phú, 29.000 công ty quốc tế, 30 người là lãnh đạo đương nhiệm hoặc đã mãn nhiệm cùng 336 chính trị gia đã được nêu tên trong lần rò rỉ đầu tiên của hồ sơ Pandora vào ngày 3 tháng 10 năm 2021.
Là một trong những nhân vật chính của vụ rò rỉ hồ sơ Pandora, Vua Abdullah II của Jordan được cho là đã đầu tư hơn 100 triệu đô la Mỹ vào những bất động sản trên khắp lãnh thổ Vương quốc Anh và Hoa Kỳ, bao gồm những căn nhà ở Cliffside Drive, Malibu, Washington, DC, Luân Đôn và Ascot. Trong khi đó, một công ty ở Anh do Cherie Blair điều hành cũng được cho là đã giao dịch tổng cộng 6,45 triệu bảng tiền bất động sản ở London bằng cách mua đứt Romanstone International Limited, một công ty ở Quần đảo Virgin. Bằng cách này, Blair sẽ tiết kiệm được 312 nghìn bảng tiền thuế trước bạ so với việc mua bất động sản trực tiếp. Tên của Tony Blair (chồng Cherie Blair) cũng xuất hiện trong một báo cáo về thu nhập chung cho khoản thế chấp có liên quan. Hồ sơ Pandora cũng tiết lộ rằng vào năm 2018, một khối văn phòng do gia đình Tổng thống Aliyev sở hữu đã được bán cho Crown Estate, một tổ chức bất động sản của Hoàng gia Anh với số tiền 66 triệu bảng, qua đó giúp Aliyev thu về 31 triệu bảng tiền lãi. Trong khi một khối văn phòng khác trị giá 33 triệu bảng cũng đã được bán cho gia đình ông này trong năm 2009, sau đó được chuyển nhượng cho người con trai là Heyder Aliyev. Ở Nga, một cộng sự thân thiết của Vladimir Vladimirovich Putin được cho là cũng sở hữu một bất động sản bí mật ở Monaco, trong khi đó Thủ tướng Cộng hòa Séc Andrej Babiš, người từng hứa hẹn về việc truy quét tham nhũng và trốn thuế trong cuộc vận động tranh cử của mình, đã che giấu việc bản thân sử dụng một công ty đầu tư ở nước ngoài với mục đích mua tám bất động sản, bao gồm hai biệt thự ở Mougins, vùng Côte d'Azur với giá 12 triệu bảng. Tổng thống Kenya Uhuru Kenyatta cũng có tên trong hồ sơ này, bất chấp vào năm 2018 ông đã khẳng định rằng: "Tài sản của mỗi một người công chức phải được kê khai một cách công khai để mọi người có thể thắc mắc và đặt câu hỏi. – liệu tài sản nào là hợp pháp?". Theo đó, Kenyatta cùng với sáu thành viên trong gia đình của ông được cho là có liên quan đến 13 công ty nước ngoài.
Những cái tên đình đám khác được nhắc tới trong vụ này bao gồm Shakira. Cô được cho là đã tạo lập nhiều tài khoản ở nước ngoài trong thời gian bị xét xử vì tội trốn thuế. Bên cạnh đó hồ sơ Pandora còn có người mẫu Claudia Schiffer; vận động viên cricket người Ấn Độ Sachin Tendulkar; Alexandre Cazes, nhà sáng lập trang dark web có tên AlphaBay, người từng dính dáng tới một vụ buôn ma túy bất hợp pháp; Bộ trưởng Bộ Tài chính Pakistan Shaukat Fayaz Ahmed Tarin cùng một số thành viên trong gia đình của các tướng lĩnh hàng đầu nước này; Giám đốc điều hành của Kênh truyền hình 1 nước Nga Konstantin Ernst. Ngoài ra, một số nhân vật như Miguel Bosé, Pep Guardiola và Julio Iglesias cũng có tên trong hồ sơ này.